# Louise Laursen
Louise Laursen, född 27 juni 1988, är en dansk bågskytt. Hon deltog vid olympiska sommarspelen 2008 och olympiska sommarspelen 2012.